# Matthias Sellmann
Matthias Sellmann (* 3. März 1966 in Neheim-Hüsten) ist ein deutscher römisch-katholischer Theologe.

## Leben
Matthias Sellmann besuchte von 1972 bis 1976 die Grundschule St. Nicolai in Höxter und von 1976 bis 1985 das König-Wilhelm-Gymnasium Höxter. Von 1985 bis 1986 leistete er den 15-monatigen Grundwehrdienst in Höxter und Hamm ab. Von 1986 bis 1988 studierte er als Mitglied des Leokonvikts katholische Theologie an der Theologischen Fakultät Paderborn. Von 1988 bis 1989 absolvierte er ein Freiwilliges Soziales Jahr in der Schwerst-Altenpflege im Caritas-Altenheim Herten. Von 1989 bis 1995 studierte er katholische Theologie an der Universität Bonn (Diplomabschluss im Juli 1994) und Sozialwissenschaften (Examensabschluss im Juli 1995). Von 1995 bis 1997 war er wissenschaftlicher Mitarbeiter am Katholisch-Sozialen Institut der Erzdiözese Köln (Arbeitsschwerpunkte: Auswertung des Konsultationsprozesses „Zur wirtschaftlichen und sozialen Lage in Deutschland“ von DBK und EKD; politische Erwachsenenbildung; Neukonzeption politisch-ökologischer Erwachsenenbildung). Von 1998 bis 2009 war er Grundsatzreferent der Katholischen Sozialethischen Arbeitsstelle der DBK, Hamm, (Arbeitsschwerpunkte: Pastoralberatung auf der Basis von Lebensstilanalyse und Religionssoziologie; Suchtkrankenpastoral; Jugendpastoral). Seit 2009 lehrte er als Juniorprofessor für Pastoraltheologie an der Ruhr-Universität Bochum, wo er 2012 nach positiver Evaluation der Juniorprofessur und dem Erwerb der Habilitationsadäquanz zum ordentlichen Professor ernannt wurde.
Sellmann ist seit 2012 Mitglied im Zentralkomitee der deutschen Katholiken (ZdK), seit 2021 als zugewähltes Mitglied.

## Familie
Matthias Sellmann hat drei Kinder.

## Schriften (Auswahl)
- mit Markus Vogt: Handeln für die Zukunft der Schöpfung. Bausteine für die Bildungsarbeit. Hamm 1999, ISBN 3-7781-0897-4.
- mit Reiner Fuchs und Simone Bell D’Avis: Inmitten von Scham, Gewalt und Angst. Theologische Fundierungen der Suchtkrankenpastoral. Würzburg 2006, ISBN 3-429-02776-4.
- Religion und soziale Ordnung. Gesellschaftstheoretische Analysen. Frankfurt am Main 2007, ISBN 978-3-593-38367-5 (zugleich Dissertation, Münster 2005).
- Katholische Kirche in den USA. Was wir von ihr lernen können. Freiburg/Basel/Wien 2011, ISBN 978-3-451-32446-8.
- Zuhören–Austauschen–Vorschlagen. Entdeckungen pastoraltheologischer Milieuforschung. Würzburg 2012, ISBN 978-3-429-03517-4.
- mit Miriam Zimmer und Barbara Hucht: Netzwerke in pastoralen Räumen. Wissenschaftliche Analysen–Fallstudien–Praktische Relevanz (= Angewandte Pastoralforschung 4). Würzburg 2017, ISBN 3-429-04336-0.
- mit Florian Sobetzko: GründerInnen-Handbuch für pastorale Startups und Innovationsprojekte. Würzburg 2017, ISBN 3-429-04340-9.